# パドル (海氷)
パドル（Puddle）というのは、そもそも「水溜り」や「何らかの液体が溜まった場所」を指す英語だが、ここで言うパドルは、夏季のように気温の上がる時期に海氷の表面に現れることのある、海氷の融解水が溜まってできた、水溜りのことである。近年は海氷の面積の顕著な現象が観測されるなど、気候変動が起こっている兆候が見られるわけだが、このパドルの出現の仕方にも変化が見られている。特に21世紀に入ってからは、パドル発生の時期が早まっていて、また、海氷表面に対するパドルの面積の比率も高くなってきている。